# Teorie velkého třesku (3. řada)
Třetí řada amerického sitcomu Teorie velkého třesku je pokračování druhé  řady tohoto seriálu. Řada byla vysílána na americké televizní stanici CBS od 21. září 2009 do 24. května 2010. Má celkem 23 dílů. V Česku byla řada vysílána na stanici Prima Cool od 1. prosince 2010 do 10. ledna 2011.

## Obsazení
- Johnny Galecki, Jim Parsons, Kaley Cuoco, Simon Helberg a Kunal Nayyar hráli ve všech epizodách.

## Seznam dílů
| Č. v seriálu | Č. v řadě | Původní název                       | Český název                                 | Režie           | Scénář                                                | Premiéra v USA     | Premiéra v ČR     | Produkční kód |
| --- | --------- | ----------------------------------- | ------------------------------------------- | --------------- | ----------------------------------------------------- | ------------------ | ----------------- | ------------- |
| 41 | 1         | The Electric Can Opener Fluctuation | Fluktuace elektrického otvíráku na konzervy | Mark Cendrowski | Steven Molaro                                         | 21. září 2009      | 1. prosince 2010  | 3X5551        |
| Sheldon, Rajesh, Leonard a Howard se konečně vrátí nazpět z expedice. Sheldon je nadšen z výsledků, to však ještě netuší, že byly jeho kolegy manipulovány. Při prvním setkání se Penny vrhne na Leonarda a začne ho líbat. Potom co se Sheldon dozví pravdu o podfuku a po tom co všem lidem na universitě rozeslal vítězoslavné e-maily, se s potupou vrací zpět ke své matce v Texasu. Leonard a Howardem s Rajeshem ho jedou přesvědčit, aby se vrátil. |           |                                     |                                             |                 |                                                       |                    |                   |               |
| 42 | 2         | The Jiminy Conjecture               | Spor o cvrčka                               | Mark Cendrowski | Jim Reynolds                                          | 28. září 2009      | 2. prosince 2010  | 3X5552        |
| Sheldon s Howardem uslyší v bytě cvrlikat cvrčka, ale nemohou se shodnout, o jaký se jedná druh. Vsadí se o své drahocenné komiksy a pro odpověď se vydávají za universitním entomologem. Mezi tím Penny s Leonardem řeší krizi svého sexuálního života. Zdá se, že nezbývá nic jiného než zůstat jen přáteli. Sázku o druh cvrčka vyhrává Howard a zdrcený Sheldon musí odevzdat komiks. |           |                                     |                                             |                 |                                                       |                    |                   |               |
| 43 | 3         | The Gothowitz Deviation             | Gothowitzova deviace                        | Mark Cendrowski | Bill Prady, Maria Ferrari                             | 5. října 2009      | 6. prosince 2010  | 3X5553        |
| Jelikož Penny chodí s Leonardem, je často u Leonarda v bytě, z čehož není Sheldon moc potěšen. Chová se vůči Penny nepříjemně, tudíž ho Leonard poprosí o trochu krocení se. Sheldon řeší nastalou situaci tím, že začne Penny převychovávat pomocí čokoládových odměn. Raj s Howardem si jdou povyrazit do gothic-clubu, kde narazí na dvě dívky. Ty je pozvou na "vzrušující" místo - do tatérského salónu. Když je Howard na řadě se svým tetování, nevydrží bolest jehly a přizná se dívkám, že nejsou gothic. |           |                                     |                                             |                 |                                                       |                    |                   |               |
| 44 | 4         | The Pirate Solution                 | Řešení po pirátsku                          | Mark Cendrowski | Steve Holland                                         | 12. října 2009     | 7. prosince 2010  | 3X5554        |
| Rajeshovi hrozí vyhoštění ze země, pokud nebude mít nějakou práci. Ta jeho dosavadní na universitě nikam nevede, a tak se Raj dostane do svízelné situace. Sheldon mu nabídne východisko - pracovat pro něj. Raj přijímá. Jelikož je Raj stále se Sheldonem, je Howard osamělý, tak tráví čas u Leonarda v bytě. Avšak ani Penny ani Leonard nejsou zrovna dvakrát nadšeni. |           |                                     |                                             |                 |                                                       |                    |                   |               |
| 45 | 5         | The Creepy Candy Coating Corollary  | Korolár hrůzostrašné polevy                 | Mark Cendrowski | Lee Aronsohn, Steven Molaro                           | 19. října 2009     | 8. prosince 2010  | 3X5556        |
| Howard připomene Leonardovi jejich starou dohodu, v níž stojí, že pokud jeden z nich bude mít přítelkyni, musí mu dohodit také přítelkyni. A tak se vydají na dvojité rande, kde Howard potká dívku se stejným problémem, kterým trpí i Howard - jejich matky. Ve stejnou chvíli hrají Sheldon s Rajem karetní turnaj v komiksovém obchodě. Sheldon se účastní kvůli odplatě, kterou zapřisáhl jako mladý a to, že se pomstí Wilu Wheatonovi, herci ze Star treku, který zničil jeho sny - nezúčastnil se sci-fi konference, na kterou cestoval 10 hodin autobusem. |           |                                     |                                             |                 |                                                       |                    |                   |               |
| 46 | 6         | The Cornhusker Vortex               | Fotbalový klam                              | Mark Cendrowski | Dave Goetsch, Richard Rosenstock                      | 2. listopadu 2009  | 9. prosince 2010  | 3X5555        |
| Naše čtveřice vědců se vydá bojovat létajícími draky, naopak Penny sezvala své kamarády ke sledování amerického fotbalu. To se však poměrně dost dotkne Leonarda, který dospěje k názoru, že se za něj Penny stydí. Rozhodne se strávit sledování fotbalu, o němž nic neví, spolu s Pennijinými přáteli. K tomu aby se neztrapnil, se však snaží pochopit pravidla hry. A tu se na scénu nečekaně staví Sheldon jako fotbalový rádce. Souběžně s touto peripetií rozehrají svůj příběh Rajesh s Howardem. Při pouštění draků se totiž na Raje, jako obvykle v podobných situacích, Howard vykašle kvůli pochybné šanci u kolemjdoucí dívky. Tentokrát však Raj přijde o svého vzácného draka. Přátelství má namále. Mezitím Leonard "válí" u Penny, kde komentuje veškeré dění hry. Ale je při poločase vysvobozen Sheldonem. Howard ukecá Raje ke společné akci, kde se opět spřátelí. |           |                                     |                                             |                 |                                                       |                    |                   |               |
| 47 | 7         | The Guitarist Amplification         | Zesílené vzpomínky                          | Mark Cendrowski | Bill Prady, Richard Rosenstock, Jim Reynolds          | 9. listopadu 2009  | 13. prosince 2010 | 3X5557        |
| Leonard s Penny se pohádají kvůli hudebníkovi, který má přespat u Penny v bytě. Howard se pohádá s Rajeshem, kterého štve Howardovo chování vůči němu. A Sheldonovi je z toho na nic poněvadž mu to připomíná hádky jeho rodičů. |           |                                     |                                             |                 |                                                       |                    |                   |               |
| 48 | 8         | The Adhesive Duck Deficiency        | Deficit lepících kachen                     | Mark Cendrowski | Steven Molaro, Eric Kaplan, Maria Ferrari             | 16. listopadu 2009 | 14. prosince 2010 | 3X5558        |
| Leonard, Howard a Raj kempují v přírodě, kde hodlají pozorovat roj meteoritů. Sheldon je konečně sám doma, načež uslyší volání zoufalé Penny. Přiběhne k ní do bytu, kde jí najde v koupelně - vykloubila si rameno. Chlapci v divočině mezitím nevědomky zkonzumovali koláčky s marihuanou. To se na nich brzy také projevilo. Sheldon mezi tím oblékl Penny a vyrazil s ní do nemocnice, kde byla Penny ošetřena. |           |                                     |                                             |                 |                                                       |                    |                   |               |
| 49 | 9         | The Vengeance Formulation           | Formulace odplaty                           | Mark Cendrowski | Richard Rosenstock, Jim Reynolds, Steve Holland       | 23. listopadu 2009 | 15. prosince 2010 | 3X5559        |
| Howard má již 3. rande a při doprovodu jeho dívky Bernadette domů je Howard dotázán, jestli myslí celý vztah vážně nebo hledá dívku na jednu noc. Howard není schopen odpovědi a pohoří. Sheldon má jedinečnou příležitost zviditelnit se při živém vstupu v rádiu. To mu však jeho kolega Kripky nepřeje a napustí mu místnost heliem během přenosu. Sheldon je zesměšněn a chystá se na svojí odplatu v podobě reakce, která zalije jeho kancelář pěnou. Howard se pokouší napravit své chyby a požádá dívku o ruku, ta mu zprvu vzdoruje, ale pak podlehne jeho zpěvu. Mezitím se na Kripkeho řine ze stropu lavina pěny, avšak v místnosti jsou spolu s ním i rektor university a další vysoce postavení lidé a díky vzkazu zanechaného pro Kripkiho je jasné, že za vším stojí Sheldon, který v úryvku nezapomenul zmínit i své kolegy Rajeshe a Leonarda.                         |           |                                     |                                             |                 |                                                       |                    |                   |               |
| 50 | 10        | The Gorilla Experiment              | Experiment Gorila                           | Mark Cendrowski | Bill Prady, Steven Molaro, Maria Ferrari              | 7. prosince 2009   | 16. prosince 2010 | 3X5560        |
| Howard představí svou novou přítelkyni svým přátelům. Ta se začne zajímat o Leonardovu práci, což nelibě nese jak Howard tak Penny. Howard nepřiměřeně žárlí a Penny se rozhodne, aby nebyla pozadu, požádat Sheldona o lekci z fyziky. Leonard poctěn zájmem o svou práci pozve Howardovu dívku na zkušební test. Howard zuří a snaží se vše překazit, což naštve jeho dívku a ta mu dá kopačky. Penny se zatím marně snaží pochopit alespoň základ Leonardovy práce a Sheldon to bere jako zajímavý pokus. Howard a jeho ex-přítelkyně se nakonec dají opět dohromady a Penny na Leonarda vyvalí vše co se od Sheldona naučila. |           |                                     |                                             |                 |                                                       |                    |                   |               |
| 51 | 11        | The Maternal Congruence             | Mateřská shoda                              | Mark Cendrowski | Chuck Lorre, Bill Prady, Dave Goetsch                 | 14. prosince 2009  | 20. prosince 2010 | 3X5562        |
| Jsou Vánoce a k Sheldonovi s Leonardem se na návštěvu chystá Leonardova matka. Penny je oprávněně dotčena, že jí to Leonard neřekl a posléze i na to, že své matce neřekl, že spolu chodí. Cestou z letiště a doma se Leonard dozvídá zásadní noviny o jeho rodině - umřel mu pes, bratrova svatba, rodiče se rozvádí - o kterých neměl sebemenší potuchy. To ho velmi rozruší, ještě když vezmeme v potaz, že Sheldon vše věděl, neboť je dlouhodobě ve styku s Leonardovou matkou. Večer veze Penny Leonardovu mámu do hotelu, ale ještě před tím se Penny rozhodne, že jí naučí pít. Po pár skleničkách se Leonardova matka změní k nepoznání z upjaté na rozvášněnou ženu. V této chvíli jí Penny sdělí, že spí s jejím synem. To jí ani trochu nezaskočí, ba naopak jako psychiatrička se začne zajímat. A tak spolu, posilněné alkoholem, vyrazí směr Leonardův byt.              |           |                                     |                                             |                 |                                                       |                    |                   |               |
| 52 | 12        | The Psychic Vortex                  | Okultní klamy                               | Mark Cendrowski | Chuck Lorre, Eric Kaplan, Jim Reynolds                | 11. ledna 2010     | 21. prosince 2010 | 3X5561        |
| Leonard a Howard jdou s Penny a Bernadette na dvojité rande. Raj mezitím neví, co dělat a tak se snaží přemluvit Sheldona, aby s ním šel na večírek. Cestou na rande se Leonard pohádá s Penny kvůli tomu, že věří vědmám a Raj Sheldona uplatí lucernou Green Lantern. Na párty se seznámí s dvěma dívkami, které chtějí přijít znovu a tak Raj musí Sheldonovi dát své ruce Neuvěřitelného Hulka. Leonard se usmíří s Penny a Raj prožije hezký večer s jednou z dívek. |           |                                     |                                             |                 |                                                       |                    |                   |               |
| 53 | 13        | The Bozeman Reaction                | Bozemská reakce                             | Mark Cendrowski | Chuck Lorre, Steven Molaro, Steve Holland             | 18. ledna 2010     | 22. prosince 2010 | 3X5563        |
| Sheldona s Leonardem vyloupí zloději a ukradnou jim televizi, laptopy a jejich oblíbené hry. Sheldon se bojí vyjít ze svého pokoje. Mezitím Howard do jejich bytu nainstaluje bezpečnostní zařízení. V noci, když Sheldon jde na záchod, na něj spadne elektrizovaná síť a on se rozhodne, že se odstěhuje do Montany, jenže hned po příjezdu je okraden a tak se vrací zpátky do Kalifornie. |           |                                     |                                             |                 |                                                       |                    |                   |               |
| 54 | 14        | The Einstein Approximation          | Einsteinova aproximace                      | Mark Cendrowski | Chuck Lorre, Steven Molaro, Eric Kaplan               | 1. února 2010      | 23. prosince 2010 | 3X5565        |
| Sheldon se zasekl ve své práci a neví jak dál. Leonard a Howard jdou s Penny a Bernadette na další dvojité rande, tentokrát bruslit a ztrapní se tam. V noci se Sheldon vloupá do města do bazénku s míčky, které potřebuje jako atomy uhlíku. Poté přijde na to, že si musí najít nějakou lehkou práci, aby tolik nezaměstnával mozek a ten mohl v klidu řešit jeho problém. Z úřadu práce ho vyhodí, a tak začne "pracovat" v restauraci, kde obsluhuje Penny. Jakmile při vyřizování jedné objednávky rozbije talíř, ve střepech uvidí řešení svého problému. |           |                                     |                                             |                 |                                                       |                    |                   |               |
| 55 | 15        | The Large Hadron Collision          | Centrální urychlovač částic                 | Mark Cendrowski | Lee Aronsohn, Richard Rosenstock, Maria Ferrari       | 8. února 2010      | 27. prosince 2010 | 3X5564        |
| Je Valentýn a Leonard je pozvaný do Švýcarska, aby se podíval do superurychlovače částic. Jelikož může vzít někoho s sebou, rozhodne se, že tam s Penny stráví svého prvního Valentýna. Jakmile to sdělí ostatním, Sheldon si myslí, že ho Leonard vezme s sebou, a když mu Leonard sdělí, že nejede, naštve se na něj. Snaží se přemluvit Penny a ta to řekne Leonardovi, který Sheldonovi domluví a ten ses ním přestane bavit. Jenže Penny onemocní a tak Leonard řekne Sheldonovi, že může jet s ním, ale Sheldon nemoc dostane od Penny a tak Leonard nakonec odjede s Rajem. |           |                                     |                                             |                 |                                                       |                    |                   |               |
| 56 | 16        | The Excelsior Acquisition           | Kauza Excelsior                             | Peter Chakos    | Bill Prady, Steve Holland, Maria Ferrari              | 1. března 2010     | 28. prosince 2010 | 3X5566        |
| Do Stuartova obchodu s komiksy přijede Stan Lee na autogramiádu. Sheldonovi přijde předvolání k soudu za to, že projel na červenou, když vezl Penny do nemocnice s vykloubeným ramenem a tak jde s Penny k soudu, jenže ten je ve stejný den jako autogramiáda, a tak jdou kluci bez Sheldona. Soudce Sheldona shledá vinným a navíc ho za jeho urážku nechá zavřít do vězení, dokud se neomluví. Jenže po chvíli potřebuje na záchod, a tak se soudci omluví. Když přijdou domů, Leonard mu řekne, že byli na gelatu se Stanem Leem a Sheldon vyčte Penny, že to kvůli ní zmeškal a ta zajde za Stuartem, jestli by jí nemohl dát jeho číslo, aby to Sheldonovi vynahradila. Dá jí jeho adresu a zavede tam Sheldona, ale Stan na něj zavolá policii a Sheldon dostane zákaz styku. |           |                                     |                                             |                 |                                                       |                    |                   |               |
| 57 | 17        | The Precious Fragmentation          | Porcování miláška                           | Mark Cendrowski | Bill Prady, Steven Molaro, Richard Rosenstock         | 8. března 2010     | 29. prosince 2010 | 3X5567        |
| Kluci koupí ve výprodeji velkou krabici rekvizit z filmů a najdou v ní prsten z Pána prstenů. Začnou se hádat, co s ním udělají. Leonard navrhuje, aby ho vrátili, Raj si chce koupit vodní skútr, Sheldon si ho chce nechat a Howard ho chce vrátit jen za podmínky, že z něj v dalším filmu Peter Jackson udělá hobita. Nakonec se dohodnou, že dokud se nedohodnou, bude prsten mít Penny. Sheldon se jí ho pokouší ukrást ve spánku, ale neuspěje. Potom ho dá Leonardovi, tomu ho Sheldon ukradne a kluci se dohodnou, že kdo prsten naposledy pustí, získá ho. Leonard odejde za Penny, která právě donesla tašku z Victoria´s Secret a ostatní za chvíli usnou. Leonard jim řekne, že prsten poslal zpátky Peteru Jacksonovi, ale přitom si ho schoval. Sheldon na to přijde a tak se spolu o něj poperou.                                                                       |           |                                     |                                             |                 |                                                       |                    |                   |               |
| 58 | 18        | The Pants Alternative               | Alternativní sundavání kalhot               | Mark Cendrowski | Eric Kaplan, Richard Rosenstock, Jim Reynolds         | 22. března 2010    | 30. prosince 2010 | 3X5568        |
| Sheldon vyhraje Cenu kancléře za vědu, ale musí mít proslov na slavnostní hostině. Jenže má trému před velkým davem. Ostatní se rozhodnou, že mu s tím pomůžou. Raj ho zkusí naučit meditaci, Penny mu koupí oblek a Leonard mu udělá psychiatrickou terapii, ale dopadne to tak, že se Leonard nakonec sám rozbrečí. Na vyhlášení Sheldon zkusí víno a během Leonardova proslovu se opije a probudí se ráno bez kalhot. Leonard a Penny mu ukážou video na YouTube, které všechno vysvětluje. |           |                                     |                                             |                 |                                                       |                    |                   |               |
| 59 | 19        | The Wheaton Recurrence              | Wheatonova repríza                          | Mark Cendrowski | Bill Prady, Dave Goetsch, Jim Reynolds, Maria Ferrari | 12. dubna 2010     | 3. ledna 2011     | 3X5569        |
| Leonard řekne Penny, že ji miluje, jenže na Penny je to moc rychle, a tak nejistě odpoví. Mezitím je Leonard nemluvný a tichý a ostatní nechápou, co s ním je a snaží se to zjistit. Všichni jsou vyzváni na bowling proti Stuartovu týmu. Jeden jeho kamarád však nemůže, a tak Stuart pozve jako náhradníka Wila Wheatona. Leonard na bowlingu začne rozebírat včerejšek a Penny se na něj naštve a odejde, čímž ostatní prohrají. Leonard a Penny se spolu usmíří a Sheldon vyjedná se Stuartem odvetu. Při bowlingu Wil řekne Penny, že by bylo lepší to s Leonardem ukončit hned, než ho zbytečně trápit a Penny se rozbrečí a odejde domů, takže zase prohrají. |           |                                     |                                             |                 |                                                       |                    |                   |               |
| 60 | 20        | The Spaghetti Catalyst              | Špagetový katalyzátor                       | Anthony Rich    | Chuck Lorre, Bill Prady, Lee Aronsohn, Steven Molaro  | 3. května 2010     | 4. ledna 2011     | 3X5570        |
| Leonard a Penny se rozešli. Sheldon neví, jak se má k Penny chovat, když už s Leonardem nechodí. Penny ho pozve na špagety a Sheldon přijímá. Chce, aby Penny do omáčky přimíchala párky, jenže ona žádné nemá, a tak je Sheldon vezme z ledničky a vymluví se, že jde na procházku. Jenže párky pod jeho tričkem přilákají psa a zůstane mu jen jeden. Poté to Sheldon řekne Leonardovi, ale tomu to nevadí. Penny vezme Sheldona do Disneylandu a on se jí pozvrací na boty a bude mít noční můry z Goofyho. |           |                                     |                                             |                 |                                                       |                    |                   |               |
| 61 | 21        | The Plimpton Stimulation            | Plimptonovská stimulace                     | Mark Cendrowski | Steven Molaro, Jim Reynolds, Maria Ferrari            | 10. května 2010    | 5. ledna 2011     | 3X5571        |
| Raj kýchá a Sheldon s nim nechce sedět u jednoho stolu, aby ho nenakazil. Sheldon oznamuje Leonardovi, že u něj bude spát doktorka Elizabeth Plimptonová, která chce pracovat na univerzitě, kde pracuje Sheldon. Leonard se s ní vyspí a naštve tím Sheldona. Když Howard jde k Rajeshovi hrát Halo, uslyší tam ženský hlas a vejde dovnitř, uvidí dr. Plimptonovou, která se Raje snaží svést a jakmile přijde i Leonard, bude se snažit vyspat se se všemi třemi najednou. Nakonec Howard i Leonard odejdou a Leonard je překvapený, protože si myslel, že mezi nimi je něco víc. |           |                                     |                                             |                 |                                                       |                    |                   |               |
| 62 | 22        | The Staircase Implementation        | Upotřebení schodiště                        | Mark Cendrowski | Chuck Lorre, Dave Goetsch, Maria Ferrari              | 17. května 2010    | 6. ledna 2011     | 3X5572        |
| Poté, co se Sheldon a Leonard pohádají kvůli teplotě v bytě (Leonard ji chce zvýšit o dva stupně), odejde Leonard přespat k Penny. Začne jí vyprávět, proč začal bydlet se Sheldonem, když ten byl tehdy ještě nesnesitelnější. V tomto díle je také objasněn Leonardův vztah s Joyce Kimovou a také to, proč je výtah v domě stále rozbitý. |           |                                     |                                             |                 |                                                       |                    |                   |               |
| 63 | 23        | The Lunar Excitation                | Lunární excitace                            | Peter Chakos    | Lee Aronsohn, Steven Molaro, Steve Holland            | 24. května 2010    | 10. ledna 2011    | 3X5573        |
| Když jde Leonard pozvat Penny na předvedení projektu, který připravil s přáteli na střeše (odrážení laserových paprsků od Měsíce), Leonard zjistí, že si za něj Penny už našla náhradu – Zacka. Na střeše pak Zack pronese několik velice hloupých myšlenek (například že by experiment mohl způsobit výbuch Měsíce). Později, po návratu z párty, Penny Leonarda obviní, že kvůli němu teď vnímá tupost mužů, s nimiž se vídá. Navrhne, že by se spolu mohli vyspat. Leonard si začne dělat naděje na obnovení vztahu s Penny, ale Penny bere minulou noc jen jako jednorázovku. Leonard zkusí udělat totéž s Leslie Winklovou, ale neuspěje. Raj a Howard Sheldonovi domluví na internetové seznamce rande s Amy, na které ho donutí jít. Posléze jsou sami šokováni tím, jak skvělou shodu objevili.                                                                                 |           |                                     |                                             |                 |                                                       |                    |                   |               |